# بوم‌شناسی حاره‌ای
بوم‌شناسی حاره‌ای یا بوم‌شناسی گرمسیری (به انگلیسی: Tropical ecology) مطالعه روابط بین اجزای زنده و غیرزنده حاره‌ای یا ناحیه‌ای از زمین است که بین مدار رأس‌السرطان و مدار رأس‌الجدی (به ترتیب ۲۳٫۴۳۷۸ درجه شمالی و ۲۳٫۴۳۷۸ درجه جنوبی) قرار دارد. اقلیم حاره‌ای، آب‌وهوای گرم و مرطوب و بارندگی در تمام طول سال را تجربه می‌کند. در حالی که بسیاری ممکن است این منطقه را صرفاً با جنگل‌های بارانی مرتبط کنند، مناطق استوایی خانه طیف گسترده‌ای از بوم‌سازگان‌ها هستند که دارای تنوع زیستی فراوانی هستند، از گونه‌های جانوری بیگانه گرفته تا گیاهانی که به ندرت یافت می‌شوند. بوم‌شناسی حاره‌ای با کار طبیعت‌شناسان اولیه انگلیسی آغاز شد و در نهایت شاهد ایجاد ایستگاه‌های تحقیقاتی در سراسر مناطق حاره‌ای بود که به کاوش و مستندسازی این چشم‌اندازهای بیگانه اختصاص داشت. مطالعات بوم‌شناختی رو به رشد مناطق حاره‌ای سبب افزایش آموزش حفاظت و برنامه‌های اختصاص‌یافته به آب‌وهوا شده است. بوم‌شناسی حاره‌ای منابع طبیعی زیادی را برای انسان فراهم می‌کند، از جمله کمک به چرخه کربن، با توانایی ذخیره ۵۰ درصدی انتشار کربن و همچنین گردش ۴۰ درصدی از اکسیژن جهانی است. با این حال، علیرغم خدمات طبیعی ارائه شده توسط اکولوژی استوایی، جنگل زدایی تهدیدی برای جنگل‌های بارانی استوایی است. هر گیاه مورد علاقه را می‌توان به دلایل تجاری استفاده کرد، این گونه‌های گیاهی خاص را می‌توان با سرعتی سریع تکثیر نمود. بیشتر تنوع زیستی گیاهی جهان در مناطق حاره‌ای وجود دارند، اما مطالعات در این مناطق بیشتر تحت پوشش دانشمندان کشورهای شمالی قرار دارند. البته که دانشمندان مربوط به کشورهای دارای جنگل‌های بارانی تشویق می‌شوند، زیرا این امر در راستای منافع اکولوژی استوایی، باعث گسترش دانش و تحقیقات جهانی و کمک به ارتقاء علمی آنها می‌شود.

## جغرافیای زیستی تاریخی مناطق حاره
بوم‌شناسی حاره‌ای در طول زمان در نتیجه پویایی جغرافیای زیستی تغییر کرده است. جغرافیای زیستی عبارت است از پراکندگی جغرافیایی گیاهان و جانوران که این خود تأثیر زیادی بر سیر تکامل دارد. فهم درست از سیر تاریخی جغرافیای زیستی مناطق استوایی برای یادگیری منشأ تنوع زیستی مهم است. تکامل در سراسر جهان تحت تأثیر تغییر توزیع گونه‌ها در اکوسیستم‌های حاره‌ای است، از این روی می‌توان بسیاری از گونه‌ها را از طریق اجداد حاره‌ای آنها ردیابی نمود. گونه‌ها به سرعت در مناطق حاره‌ای تکامل می‌یابند و اکولوژی زیستگاه را تغییر می‌دهند. این امر در مورد گونه‌های دریایی و خشکی، گونه‌های شمالی و جنوبی، خون‌گرم و خونسرد و گونه‌های پراکنده فعال و غیرفعال صادق است. به این ترتیب ما با نگاهی به تاریخ جغرافیای زیستی مناطق حاره، به درک عمیق‌تری از چگونگی توسعه اکولوژی استوایی فعلی دست می‌یابیم.